# 太田裕美
太田 裕美（おおた ひろみ、1955年〈昭和30年〉1月20日 - ）は、日本の歌手・シンガーソングライター。本名・福岡 弘美（ふくおか ひろみ、旧姓：太田）。東京都荒川区出身、埼玉県春日部市育ち。上野学園高等学校卒業。夫は音楽プロデューサーの福岡智彦。身長154cm。B80cm、W60cm、H88cm（1976年2月）。
春日部市から委嘱を受け、市の広報大使「かすかべ親善大使」としても活動している。

## 経歴・人物

### 生い立ち
両親は愛知県名古屋市の出身で、父親はプラスティック関係の工場と寿司店を経営していた。なお、生年月日がTHE ALFEEの桜井賢と同一で、太田とTHE ALFEEは同じ年にレコードデビューしている。
3歳の時に東京都から埼玉県春日部市へ転居。幼少の頃から音楽が大好きで、8歳の夏にピアノを習い始めて同時期に初めて作曲する。小学校時代はコーラス部に入っていた。
1967年4月、上野学園中学校音楽指導科声楽科に入学。中学1年の4月頃に同級生から「太田さんの声って変だよね」と言われて「私の声は個性的」と認識するようになったという。

### デビューまで
1969年に中学3年で、友人の代わりにスクールメイツのオーディションを受けて合格する。受験理由は、大好きなザ・タイガースのジュリー（沢田研二）に会えるかもしれないと思ったため。これにより渡辺プロダクションの東京音楽学院に入ることとなった。同期生には、後にキャンディーズを結成した伊藤蘭、田中好子らがいた。
高校3年生だった1972年の11月、NHK総合テレビの音楽番組『ステージ101』のレギュラー出演グループ「ヤング101」のオーディションを受け、ピアノで「ショパンのワルツ」を弾いて合格する。『ステージ101』には1973年1月から番組終了の1974年3月まで「ヤング101」のメンバーとして出演。同期には谷山浩子がいた。「ヤング101」時代の友人の姓名判断で、芸名を本名の弘美から「裕美」へと変更した。
1973年12月、NETテレビのオーディション番組『スター・オン・ステージ あなたならOK!』に出て優勝。渡辺プロダクションと新人養成契約を結び、西銀座のライブハウス「メイツ」でピアノ弾き語りを始める。
ソロデビューに際しては、音楽プロデューサーの白川隆三が太田のディレクターに就任した。また、CBSソニーで、山口百恵、郷ひろみといった主流派アイドルを担当していた稲垣博司や酒井政利の裏で、吉田拓郎や山本コータローらフォークソング系のミュージシャンを担当していた丸山茂雄が、1974年に太田の宣伝担当に就いた。丸山茂雄はインタビュー中で「太田はアイドルを志望していたが、20歳を過ぎてアイドルとして売り出すのは厳しい状況だった。そこで白川ディレクターと相談し、当時シンガーソングライターの小坂明子の『あなた』が大ヒット中だったことから、小坂の後釜として、松本隆と筒美京平のコンビで楽曲制作し、ピアノ弾き語りで歌うフォーク調の曲で売り出そうということになった」と語っている。
そこで丸山は、太田を原宿のパブ「ペニーレイン」に連れて行くことに精を出した。同店は吉田拓郎が店名をタイトルに入れた曲「ペニーレインでバーボン」で有名になる直前で、仕事上の付き合いがある吉田を始め、多くのフォークシンガーが毎晩飲みに来るため、丸山は彼らに太田を紹介し、親しい間柄になった。太田は雑誌インタビューで「吉田拓郎さんや谷村新司さんと仲がいい」などと話し、フォークファンに太田の名前が浸透した。また、当初から吉田拓郎や井上陽水を意識して、アルバム制作にも力を入れた。

### 「木綿のハンカチーフ」が大ヒット
1974年11月1日に「雨だれ/白い季節」でデビュー。キャッチフレーズは「まごころ弾き語り」。プロダクション・レコード会社の本命は春にデビューさせ、年末の賞レースで新人賞を狙うため実績を作るのが通常で、期待が薄いデビューとなったが、前述のプロモーションが功を奏して20万枚のヒットを記録し。1975年に日本レコード大賞（TBSテレビ・ラジオ）、日本歌謡大賞（東京12チャンネル）などで新人賞を受賞した。
1975年12月に3作目のアルバム『心が風邪をひいた日』からシングルカットされた「木綿のハンカチーフ」が100万枚を超える大ヒット、翌1976年のオリコンチャート週間２位、年間4位を記録した（年間1位は子門真人『およげ!たいやきくん』）。作詞は松本隆、作曲は筒美京平。この曲は太田の最大のヒット曲にして代表曲となり、はっぴいえんどから作詞家に転身した松本隆の出世作ともなった。
翌1976年にはNHK紅白歌合戦（NHK総合・ラジオ第1）に初出場、1980年まで5年連続で出場した。当時はアイドル歌手のような扱いを受け、大学祭などにも多数出演し「学園祭の女王」の異名をとった。
太田は、渡辺プロダクションが若者のニューミュージック指向を高めようと立ち上げた「NON STOPプロジェクト」の一員であった。他のメンバーには山下久美子、大沢誉志幸（クラウディ・スカイ）、チャクラ、桑江知子、大塚博堂、大上留利子、ルイス、ララなどがいた。渡辺プロダクションにはのちに太田の夫となる福岡智彦が在籍し、チャクラのメジャー・デビューを手がけていた。
1970年代には、渡辺プロ所属の歌手は日本テレビ制作の一部番組には出演できない時期があったが、太田裕美だけは「NON STOPプロジェクト」所属歌手ということで例外とされ、『TVジョッキー』『どっきりカメラ』などにも度々出演していた。読売テレビ等の系列局制作番組や前出の『TVジョッキー』など、井原高忠が関与していなかった番組には、NON STOPプロジェクト所属歌手以外でも出演できた。
1979年に発表したアルバム『Feelin' Summer』収録の「星がたり」は、柊あおいの少女漫画『星の瞳のシルエット』のテーマソングとして使用された。同漫画のイメージアルバムには「星がたり」の原曲とインストゥルメンタルバージョンが収録されている。

### ニューヨーク留学・結婚後
1982年に音楽活動を一時休業し、8か月間アメリカ・ニューヨークに単身留学。「八番街西五十一丁目より」で第4回ニッポン放送青春文芸賞優秀賞を受賞した。帰国後に留学中の経験を綴った著書『ニューヨークなんて怖くない』を執筆した。また、帰国後はディレクターがデビュー時からの白川隆三から、後に夫となる福岡智彦に替わり、1983年以降はテクノポップ調の曲をリリースするようになった。このニュー・ウェイヴ路線は、大村雅朗、「4人目のYMO」といわれた松武秀樹、山元みき子名義で作詞家活動を開始したばかりの銀色夏生、BaNaNa、板倉文、ホッピー神山、岡野ハジメ、杉林恭雄などがサポートしていた。
1984年1月20日の29歳の誕生日に、ディレクター兼プロデューサーの福岡智彦との交際を明らかにする。同年8月28日に婚約発表。翌1985年1月26日、福岡智彦と結婚。結婚式の仲人は愛川欽也・うつみ宮土理夫妻が務めた。1980年代後半からは福岡智彦がデビューさせた遊佐未森らへの楽曲提供も行うようになった。
活動休止中にも、弦楽四重奏グループ・クロノス・カルテットが1988年1月に発表したアルバム『冬は厳しく〜弦楽四重奏曲の諸相II』に朗読で参加している。
1996年より音楽活動を再開し、同年4月2日よりライブ活動を開始。1998年にはミニアルバム『魂のピリオド』をリリースし、松本隆・筒美京平コンビの楽曲を20年ぶりに歌った。
2004年、親交があるミュージシャンAYUOとのコラボレーション・アルバム『RED MOON』を制作、ジョン・ゾーンが主催するニューヨークのレーベル「ツァディク (TZADIK RECORDS)」からリリース。このアルバムは同年1月20日、太田の50歳の誕生日に発表された。
また、2004年からは、太田、元かぐや姫の伊勢正三、元ガロの大野真澄の3人で、音楽ユニット「なごみーず」を組み『アコースティック・ナイト』コンサートを開催している。
1984年の『TAMATEBAKO』以来、実に22年ぶりとなるオリジナル・フルアルバム『始まりは“まごころ”だった。』を2006年にリリース。その間も様々なベスト・アルバムの発売が相次いだため「ベスト盤の女王」を自称した。
2010年5月16日、松本隆の作詞家生活40年記念コンサートに出演。その際に「今の太田裕美があるのは松本隆のおかげ、今の松本隆があるのは太田裕美のおかげ」と冗談めかして発言した。
2016年8月1日、マネージャーの勇退により所属事務所「ボイスアンドリズム」を離脱。
2019年9月18日、乳がんの治療中であることを公表した。

### 音楽性・人物
2006年に放送されたテレビ番組で、太田は「アイドル歌謡曲とフォークシンガーの架け橋的存在」と自らを位置づけた。また2009年の読売新聞のインタビューでも「私とスタッフは歌謡曲とフォークの両方のいいところを、いいとこ取りじゃないんですけど、ちょうど中間点、真ん中の活動をしていこうと決めていました」と語っている。この路線は大ヒットを導き出した一方、アイドル系とフォーク系の仕事の両立を必要とし、活動は多忙を極めた。
世間から「『木綿のハンカチーフ』の太田裕美」というイメージを持たれつづけることに複雑な気持ちを抱いていたものの、結婚後の活動休止を経て1996年に音楽活動を本格的に再開してから、ファンが長年にわたり「木綿のハンカチーフ」に深い愛着と思い入れを寄せていることを知って心境が変化したという。
男性的なさっぱりした性格であると言われる。酒豪という噂には、本人は「皆でお酒を飲むときの楽しい雰囲気が好き」といい、決して大酒を飲むわけではないと語っている。
2010年には自宅に太陽光発電のためソーラーパネルを設置。電力会社への売電契約を結び、発電設備を「太田裕美発電所」と命名して所長に就任した。
犬が好きで、2011年6月から2016年11月まで福島県生まれの柴犬「小太郎」を飼っていた。その後は2018年4月から雑種の保護犬「十兵衛」を飼い始めた。

## ディスコグラフィ

### シングル
| 発売順 | A面とB面タイトル                            | 発売日     | 作詞         | 作曲                | 編曲              | 備考          | 最高順位 | 規格品番  |
| ------ | ------------------------------------------- | ---------- | ------------ | ------------------- | ----------------- | ------------- | -------- | --------- |
| 1      | 雨だれ                                      | 1974.11.01 | 松本隆       | 筒美京平            | 萩田光雄          | デビュー曲    | 14位     | 06SH-305  |
| 1      | 白い季節                                    | 1974.11.01 | 松本隆       | 筒美京平            | 筒美京平          |               | 14位     | 06SH-305  |
| 2      | たんぽぽ                                    | 1975.04.21 | 松本隆       | 筒美京平            | 萩田光雄          |               | 33位     | SOLB-230  |
| 2      | リラの花咲く頃                              | 1975.04.21 | 松本隆       | 筒美京平            | 萩田光雄          |               | 33位     | SOLB-230  |
| 3      | 夕焼け                                      | 1975.08.01 | 松本隆       | 筒美京平            | 萩田光雄          |               | 37位     | SOLB-290  |
| 3      | 水曜日の約束                                | 1975.08.01 | 松本隆       | 筒美京平            | 萩田光雄          |               | 37位     | SOLB-290  |
| 4      | 木綿のハンカチーフ                          | 1975.12.21 | 松本隆       | 筒美京平            | 筒美京平 萩田光雄 | [ 注 6 ]      | 2位      | SOLB-352  |
| 4      | 揺れる愛情                                  | 1975.12.21 | 松本隆       | 筒美京平            | 萩田光雄          |               | 2位      | SOLB-352  |
| 5      | 赤いハイヒール                              | 1976.06.01 | 松本隆       | 筒美京平            | 萩田光雄          | [ 注 7 ]      | 2位      | 06SH-10   |
| 5      | 茶色の鞄                                    | 1976.06.01 | 松本隆       | 筒美京平            | 萩田光雄          |               | 2位      | 06SH-10   |
| 6      | 最後の一葉                                  | 1976.09.01 | 松本隆       | 筒美京平            | 萩田光雄          | [ 注 8 ]      | 5位      | 06SH-56   |
| 6      | 銀のオルゴール                              | 1976.09.01 | 松本隆       | 筒美京平            | 萩田光雄          |               | 5位      | 06SH-56   |
| 7      | しあわせ未満                                | 1977.01.20 | 松本隆       | 筒美京平            | 萩田光雄          | [ 注 9 ]      | 4位      | 06SH-107  |
| 7      | 初恋ノスタルジー                            | 1977.01.20 | 松本隆       | 筒美京平            | 萩田光雄          |               | 4位      | 06SH-107  |
| 8      | 恋愛遊戯                                    | 1977.05.31 | 松本隆       | 筒美京平            | 萩田光雄          |               | 13位     | 06SH-160  |
| 8      | 心象風景                                    | 1977.05.31 | 松本隆       | 筒美京平            | 萩田光雄          |               | 13位     | 06SH-160  |
| 9      | 九月の雨                                    | 1977.09.01 | 松本隆       | 筒美京平            | 筒美京平          | [ 注 10 ]     | 7位      | 06SH-205  |
| 9      | マニキュアの小壜                            | 1977.09.01 | 松本隆       | 筒美京平            | 萩田光雄          |               | 7位      | 06SH-205  |
| 10     | 恋人たちの100の偽り                         | 1977.12.21 | 松本隆       | 筒美京平            | 萩田光雄          | [ 注 11 ]     | 27位     | 06SH-252  |
| 10     | 四季絵巻                                    | 1977.12.21 | 松本隆       | 筒美京平            | 萩田光雄          |               | 27位     | 06SH-252  |
| 11     | 失恋魔術師                                  | 1978.03.21 | 松本隆       | 吉田拓郎            | 萩田光雄          | [ 注 12 ]     | 22位     | 06SH-268  |
| 11     | さよならのワルツ                            | 1978.03.21 | 太田裕美     | 太田裕美            | 萩田光雄          |               | 22位     | 06SH-268  |
| 12     | ドール                                      | 1978.07.01 | 松本隆       | 筒美京平            | 筒美京平          | 両A面シングル | 21位     | 06SH-359  |
| 12     | やぁ!カモメ                                 | 1978.07.01 | 太田裕美     | 太田裕美            | 萩田光雄          | 両A面シングル | 21位     | 06SH-359  |
| 13     | 振り向けばイエスタディ                      | 1978.12.05 | 松本隆       | 筒美京平            | Jimmie Haskell    | [ 注 14 ]     | 51位     | 06SH-417  |
| 13     | 海が泣いている                              | 1978.12.05 | 松本隆       | 筒美京平            | 萩田光雄          |               | 51位     | 06SH-417  |
| 14     | 青空の翳り                                  | 1979.04.21 | 来生えつこ   | 濱田金吾            | 大村雅朗          |               | 56位     | 06SH-483  |
| 14     | とにかく淋しいのです                        | 1979.04.21 | Michel Emer  | 濱田金吾            | 戸塚修            |               | 56位     | 06SH-483  |
| 15     | シングル・ガール                            | 1979.07.21 | 阿木燿子     | 宇崎竜童            | 大村雅朗          | [ 注 15 ]     | 53位     | 06SH-567  |
| 15     | 想い出達の舞踏会                            | 1979.07.21 | 阿木燿子     | 宇崎竜童            | 大村雅朗          |               | 53位     | 06SH-567  |
| 16     | ガラスの世代                                | 1979.10.21 | ちあき哲也   | 太田裕美            | 萩田光雄          | [ 注 16 ]     | 72位     | 06SH-656  |
| 16     | やさしい街                                  | 1979.10.21 | ちあき哲也   | 太田裕美            | 萩田光雄          |               | 72位     | 06SH-656  |
| 17     | 南風 - SOUTH WIND -                         | 1980.03.21 | 網倉一也     | 網倉一也            | 萩田光雄          | [ 注 17 ]     | 22位     | 06SH-734  |
| 17     | 想い出の「赤毛のアン」                      | 1980.03.21 | 岡田冨美子   | 濱田金吾            | 萩田光雄          |               | 22位     | 06SH-734  |
| 18     | 黄昏海岸                                    | 1980.07.21 | 網倉一也     | 網倉一也            | 萩田光雄          |               | 76位     | 06SH-810  |
| 18     | 「Misty Nightにさよならを．．．」           | 1980.07.21 | 山川啓介     | 網倉一也            | 萩田光雄          |               | 76位     | 06SH-810  |
| 19     | さらばシベリア鉄道                          | 1980.11.21 | 松本隆       | 大瀧詠一            | 萩田光雄          | [ 注 18 ]     | 70位     | 07SH-901  |
| 19     | HAPPY BIRTHDAY TO ME                        | 1980.11.21 | 山川啓介     | 濱田金吾            | 萩田光雄          |               | 70位     | 07SH-901  |
| 20     | 恋のハーフムーン                            | 1981.03.21 | 松本隆       | 大瀧詠一            | 大瀧詠一          | [ 注 19 ]     | 81位     | 07SH-948  |
| 20     | ブルー・ベイビー・ブルー                    | 1981.03.21 | 松本隆       | 大瀧詠一            | 大瀧詠一 荒川康男 |               | 81位     | 07SH-948  |
| 21     | 君と歩いた青春                              | 1981.08.26 | 伊勢正三     | 伊勢正三            | 萩田光雄          |               | 80位     | 07SH-1041 |
| 21     | Silky Morning                               | 1981.08.26 | 太田裕美     | 太田裕美            | 井上鑑            |               | 80位     | 07SH-1041 |
| 22     | ロンリィ・ピーポーII                        | 1983.06.22 | 下田逸郎     | 岡本一生 亀井登志夫 | 大村雅朗          |               | -        | 07SH-1312 |
| 22     | 葉桜のハイウェイ                            | 1983.06.22 | 山元みき子   | 板倉文              | 大村雅朗          |               | -        | 07SH-1312 |
| 23     | 満月の夜 君んちへ行ったよ                   | 1983.11.21 | 山元みき子   | 太田裕美            | 大村雅朗          |               | 108位    | 07SH-1434 |
| 23     | お墓通りあたり                              | 1983.11.21 | 山元みき子   | 太田裕美            | 大村雅朗          |               | 108位    | 07SH-1434 |
| 24     | 青い実の瞳                                  | 1984.05.21 | 山元みき子   | 太田裕美            | 大村雅朗          |               | -        | 07SH-1504 |
| 24     | バラになって逃げよう                        | 1984.05.21 | 山元みき子   | 太田裕美            | 大村雅朗          |               | -        | 07SH-1504 |
| 25     | 雨の音が聞こえる                            | 1984.11.21 | 山元みき子   | 筒美京平            | 板倉文 BaNaNa     | [ 注 20 ]     | -        | 12AH-1819 |
| 25     | 夢からさめても                              | 1984.11.21 | 山元みき子   | 太田裕美            | 板倉文 BaNaNa     |               | -        | 12AH-1819 |
| 25     | ひとりごとブランコ                          | 1984.11.21 | 山元みき子   | 太田裕美            | 太田裕美          |               | -        | 12AH-1819 |
| 26     | はじめてのラブレター                        | 1993.05.21 | 太田裕美     | 太田裕美            | 近藤達郎          | [ 注 21 ]     | -        | ESDB-3381 |
| 26     | 雨降りお月さん                              | 1993.05.21 | 野口雨情     | 中山晋平            | 近藤達郎          |               | -        | ESDB-3381 |
| 27     | Virginから始めよう                          | 1994.06.22 | 太田裕美     | 太田裕美            | 井上鑑            | [ 注 22 ]     | -        | ESDB-3494 |
| 27     | 満月の夜 君んちへ行ったよ（remix）          | 1994.06.22 | 銀色夏生     | 太田裕美            | 井上鑑            |               | -        | ESDB-3494 |
| 27     | Virginから始めよう（カラオケ）              | 1994.06.22 | ない         | 太田裕美            | 井上鑑            |               | -        | ESDB-3494 |
| 28     | ファーストレディになろう                    | 1996.03.21 | 奥山六九     | GONTITI             | 羽毛田丈史        | [ 注 23 ]     | -        | ESDB-3667 |
| 28     | ベロアの秘密                                | 1996.03.21 | 太田裕美     | GONTITI             | 羽毛田丈史        |               | -        | ESDB-3667 |
| 28     | ファーストレディになろう（カラオケ）        | 1996.03.21 | ない         | GONTITI             | 羽毛田丈史        |               | -        | ESDB-3667 |
| 29     | パパとあなたの影ぼうし                      | 2001.05.23 | こんのひとみ | こんのひとみ        | 羽毛田丈史        | [ 注 24 ]     | -        | SRCL-5084 |
| 29     | 心のたからばこ                              | 2001.05.23 | 時田貴司     | 伊藤賢治            | 浜口史郎          |               | -        | SRCL-5084 |
| 29     | パパとあなたの影ぼうし（カラオケ）          | 2001.05.23 | ない         | こんのひとみ        | 羽毛田丈史        |               | -        | SRCL-5084 |
| 29     | 心のたからばこ（カラオケ）                  | 2001.05.23 | ない         | 伊藤賢治            | 浜口史郎          |               | -        | SRCL-5084 |
| 30     | 初恋                                        | 2009.04.22 | 太田裕美     | 伊勢正三            | 佐藤準            | [ 注 25 ]     | -        | DDCZ-1614 |
| 30     | Hope                                        | 2009.04.22 | 太田裕美     | 太田裕美            | 佐藤準            |               | -        | DDCZ-1614 |
| 30     | 初恋（カラオケ）                            | 2009.04.22 | ない         | 伊勢正三            | 佐藤準            |               | -        | DDCZ-1614 |
| 30     | Hope（カラオケ）                            | 2009.04.22 | ない         | 太田裕美            | 佐藤準            |               | -        | DDCZ-1614 |
| 31     | 金平糖                                      | 2011.12.21 | 太田裕美     | 吉川正夫 太田裕美   | 松岡モトキ        | [ 注 26 ]     | -        | DDCZ-1794 |
| 31     | 心はいつも日本晴れ                          | 2011.12.21 | 太田裕美     | 不明                | 不明              |               | -        | DDCZ-1794 |
| 31     | 金平糖 (CDバージョン・オリジナル・カラオケ) | 2011.12.21 | ない         | 不明                | 不明              |               | -        | DDCZ-1794 |
| 31     | 心はいつも日本晴れ (オリジナル・カラオケ)   | 2011.12.21 | ない         | 不明                | 不明              |               | -        | DDCZ-1794 |
| 32     | ステキのキセキ                              | 2019.05.01 | 太田裕美     | 前山田健一          | 前山田健一        | 両A面シングル | -        | MHKL-17   |
| 32     | 桜月夜                                      | 2019.05.01 | 太田裕美     | 太田裕美            | 萩田光雄          | 両A面シングル | -        | MHKL-17   |

### スタジオ・アルバム
1. まごころ（1975年2月1日）
2. 短編集（1975年6月21日）
3. 心が風邪をひいた日（1975年12月5日）
4. 手作りの画集（1976年6月21日）
5. 12ページの詩集（1976年12月5日）
6. こけてぃっしゅ（1977年7月1日）
7. 背中あわせのランデブー（1978年2月25日）
8. ELEGANCE（1978年8月1日）
9. 海が泣いている（1978年12月5日）
10. Feelin' Summer（1979年6月1日）
11. Little Concert（1979年12月5日）
12. 思い出を置く 君を置く（1980年7月1日）
13. 十二月の旅人（1980年12月21日）
14. ごきげんいかが（1981年8月1日）
15. 君と歩いた青春（1981年12月21日）
16. Far East（1983年3月21日）
17. I do, You do あなたらしく、わたしらしく（1983年10月1日）
18. TAMATEBAKO（1984年6月21日）
19. 魂のピリオド（1998年7月1日）
20. 神様のいたずら（1999年4月21日）
  - デビュー25周年記念ミニアルバム。ゴスペラーズとの共演も収録。
21. CANDY（1999年11月3日）
  - ミニアルバム。松本隆作詞家活動30周年記念作。カバーと新曲を含む。
22. 始まりは“まごころ”だった。（2006年11月22日）
  - フルアルバム。歌詞カードに隠しメッセージが仕込まれている。
23. ヒロミ☆デラックス（2019年11月1日）
  - デビュー45周年記念フルアルバム。

### カバー・アルバム
1. どんじゃらほい（1992年4月1日）
  - EPICソニーでは異例の童謡アルバムだった。
  - 2004年8月4日にソニー・ミュージックエンタテインメントから、全曲カラオケ付きの2枚組CD『GOLDEN☆BEST 太田裕美 どんじゃらほい〜童謡コレクション』として再発売された（規格品番：MHCL-395～6）[22]。
2. tutumikko（2014年4月2日）
  - 太田裕美デビュー40年を記念して制作された、筒美京平作品のトリビュート・カバー・アルバム。
  - 収録曲：1.タイムマシーン（藤井フミヤ）／2.真夏の出来事（平山三紀）／3.Romanticが止まらない（C-C-B）／4.ガールフレンド（オックス）／5.夏のクラクション（稲垣潤一）／6.人魚（NOKKO）／7.さらば恋人（堺正章）／8.レイン・ステイション（天地真理）／9.私は忘れない（岡崎友紀）／10.強い気持ち・強い愛（小沢健二）

### ライブ・アルバム
| 発売日        | タイトル                                                                          | レーベル         | 規格 | 規格品番  |
| ------------- | --------------------------------------------------------------------------------- | ---------------- | ---- | --------- |
| 1985年2月25日 | Hiromic World/First Live Album 1984年12月24日の東京郵便貯金ホールでのライブを収録 | CBS・ソニー      | LP   | 28AH-1832 |
| 2001年5月23日 | Hiromic World/First Live Album 1984年12月24日の東京郵便貯金ホールでのライブを収録 | Sony Records     | CD   | SRCL-5093 |
| 2001年        | Your Sweet Songs Live 2000-2001 通販・ライブ会場のみで販売                        | Voice And Rhythm | CD   | R-0220852 |

### ベスト・アルバム
| 発売日         | タイトル                                                  | レーベル           | 規格        | 規格品番      |
| -------------- | --------------------------------------------------------- | ------------------ | ----------- | ------------- |
| 1975年11月1日  | 太田裕美ヒット全曲集                                      | CBS・ソニー        | LP          | SOLL-175      |
| 1976年6月1日   | Best of Best 太田裕美のすべて                             | CBS・ソニー        | LP          | 25AH-25       |
| 1976年11月1日  | 太田裕美ヒット全曲集                                      | CBS・ソニー        | LP          | 25AH-84       |
| 1977年6月1日   | 決定盤 太田裕美                                           | CBS・ソニー        | LP          | 38AH-211-12   |
| 1977年11月1日  | ヒット全曲集／ヒロミ セレクション 太田裕美                | CBS・ソニー        | LP          | 25AH-303      |
| 1978年6月21日  | The Best 太田裕美                                         | CBS・ソニー        | LP          | 25AH-525      |
| 1978年11月1日  | THE BEST 太田裕美                                         | CBS・ソニー        | LP          | 38AH-593-94   |
| 1979年6月21日  | ザ・ベスト 太田裕美                                       | CBS・ソニー        | LP          | 25AH-746      |
| 1980年         | 青春の1ページ 南風 The Best                               | CBS・ソニー        | LP          | 28AH-992      |
| 1980年         | 青春の1ページ 南風 The Best                               | アポロン           | CT          | KSF-1254      |
| 1981年11月1日  | THE BEST 太田裕美                                         | CBS・ソニー        | LP          | 28AH-1343     |
| 1981年11月1日  | THE BEST 太田裕美                                         | CBS・ソニー        | CT          | 33KH-1091     |
| 1982年11月21日 | THE BEST 太田裕美                                         | CBS・ソニー        | LP          | 25AH-1476     |
| 1982年11月21日 | THE BEST 太田裕美                                         | CBS・ソニー        | CD          | 35DH-23       |
| 1985年         | 太田裕美 ベスト・コレクション                             | CBS・ソニー        | CD          | 30DH222       |
| 1986年5月21日  | 太田裕美 ベスト・コレクション                             | CBS・ソニー        | CD          | 30DH-424      |
| 1993年         | 太田裕美 ベスト・コレクション                             | Sony Records       | CD          | SRCL-2716     |
| 1997年11月21日 | GOLDEN J-POP/THE BEST 太田裕美                            | Sony Records       | CD          | SRCL-4123～4  |
| 2000年5月24日  | 2000 BEST 太田裕美                                        | Sony Records       | CD          | SRCL-4809     |
| 2001年10月11日 | DREAM PRICE 1000 太田裕美 木綿のハンカチーフ              | Sony Music Records | CD          | MHCL-5        |
| 2002年6月19日  | GOLDEN☆BEST 太田裕美 コンプリート・シングル・コレクション | Sony Music Records | CD          | MHCL-123～4   |
| 2009年8月19日  | GOLDEN☆BEST 太田裕美 コンプリート・シングル・コレクション | Sony Music Records | Blu-spec CD | MHCL-20067～8 |
| 2003年11月19日 | 太田裕美 Singles 1974-1978                                | Sony Music Records | SACD        | MHCL-10001    |
| 2004年3月10日  | 太田裕美 Singles 1978-2001                                | Sony Music Records | SACD        | MHCL-10006～7 |
| 2006年10月18日 | 太田裕美 ベスト・オブ・ベスト                             | ARC                | CD          | DQCL-1134     |
| 2006年10月18日 | 999 Best 太田裕美                                         | Sony Music Records | CD          | MHCL-895      |
| 2009年11月24日 | 太田裕美 スーパー・ベスト                                 | ARC                | CD          | DQCL-1126     |
| 2011年6月29日  | GOLDEN☆BEST 太田裕美                                      | Sony Music Records | CD          | MHCL-1917     |

### BOXセット
| 発売日         | タイトル                         | レーベル          | 規格 | 規格品番     |
| -------------- | -------------------------------- | ----------------- | ---- | ------------ |
| 1999年4月21日  | 太田裕美の軌跡 〜First Quarter〜 | Sony Records      | CD   | SRCL4501-06  |
| 2006年11月10日 | 太田裕美 GIFT BOX                | Sony Music Direct | CD   | DYCL-1321    |
| 2008年4月2日   | 太田裕美 All Songs Collection    | Sony Music Shop   | CD   | DQCL-1601-25 |
| 2009年2月17日  | 太田裕美 All Songs Collection    | Sony Music Shop   | CD   | DQCL-1601-25 |
| 2010年9月21日  | 太田裕美 All Songs Collection    | Sony Music Shop   | CD   | DQCL-1601-25 |
| 2017年6月18日  | 太田裕美 All Songs Collection    | Sony Music Shop   | CD   | DQCL-1601-25 |

### NHKみんなのうた
1. あじさい
  - 作詞：小沢章友／作曲・編曲：三枝成章
  - 1977年6月-7月放送
  - 『太田裕美の軌跡 〜First Quarter〜』に収録
2. 僕は君の涙
  - 作詞・作曲：太田裕美／編曲：羽毛田丈史
  - 1998年6月-7月放送
  - ミニアルバム『魂のピリオド』に収録
3. パパとあなたの影ぼうし
  - 作詞・作曲：こんのひとみ／編曲：羽毛田丈史
  - 2001年4月-5月放送
  - シングル盤として発売
4. 金平糖
  - 作詞：太田裕美／作曲：吉川正夫・太田裕美／編曲：松岡モトキ
  - 2011年12月-2012年1月放送
  - シングル盤として発売

### テレビ主題歌・挿入歌
1. 希望
  - 作詞・作曲：蓜島邦明
  - NHK総合土曜ドラマスペシャル『メイドインジャパン』[39]（2013年）エンディング・テーマ
  - ドラマに登場する架空の大手電機メーカー「タクミ電機」社歌
  - テレビ60年記念ドラマ『メイドインジャパン』オリジナル・サウンドトラック（2013年2月13日）収録
2. 恋のうた
  - 作詞：安田佑子／作曲：宮川彬良[40]
  - NHK総合連続テレビ小説『ひよっこ』挿入歌
  - 連続テレビ小説『ひよっこ』オリジナル・サウンドトラック2（2017年8月31日）収録

### ゲーム音楽
1. 心のたからばこ
  - 『チョコボレーシング 〜幻界へのロード〜』エンディング曲
  - シングル『パパとあなたの影ぼうし』（2001年5月23日）カップリング曲
  - 作詞：時田貴司／作曲：伊藤賢治／編曲：浜口史郎

### チャリティーソング
1. ひとりじゃないの - 東日本大震災復興支援チャリティーソング[41]
  - feat. 石川ひとみ、伊藤蘭、太田裕美、大島花子、桑江知子、サエラ、ザ・リリーズ、ラヴァーズソウル、広谷順子、中尾ミエ、松本明子、michiko、山下久美子)
  - 作詞：小谷夏／作曲：森田公一／歌・演奏：Mプロジェクト
  - 2011年5月25日ネット配信開始
  - オムニバスアルバム『みんなの声（うた）〜若いってすばらしい〜』（2013年4月17日）収録 - ネット配信版とは細部が異なる。

### オムニバス・アルバム
1. 「いちご白書」をもう一度〜荒井由実作品集（1997年） 
  - 5曲目に「袋小路」を収録。
2. KUROちゃんをうたう（1998年9月18日）
  - 西岡恭蔵の妻で作詞家のKUROの作品を歌うトリビュート・アルバム。1997年のKURO逝去を期に西岡と友人たちが制作。
  - 「Banana Spirit」で参加（西岡恭蔵とデュエット）
3. シンガー・ソングライターからの贈り物 荒井由実作品集「いちご白書」をもう一度/卒業写真（2004年） 
  - 11曲目に「青い傘」を収録。
4. 横浜幻想（ヨコハマ・ファンタジー）（2004年） 
  - 横浜のご当地ソングを集めたコンピレーション・アルバム。2枚組CD。
  - Disc1の2曲目に「ドール」を収録。
5. にほんのうた 第二集（2008年7月23日）
  - 童謡・唱歌のオムニバスアルバム。
  - 「みかんの花咲く丘」で参加。
6. 歌鬼2〜阿久悠vs.フォーク〜（2009年2月4日）
  - 阿久悠トリビュート『歌鬼』第2弾、フォークシンガーによるカバー集。
  - Disc1「友達よ泣くんじゃない」を歌う。
  - Disc2（ラジオ番組『オールナイト・ニッポン』を模した構成）「木綿のハンカチーフ」について語る。
7. A LONG VACATION from Ladies（2009年11月4日）
  - 大滝詠一『A LONG VACATION』を女性アーティストがカバーしたトリビュートアルバム。
  - 「FUN×4」で参加。
  - 「散歩しない?」の声は大滝詠一。
8. カーペンターズ・フォーエバー（2010年1月13日）
  - カーペンターズ結成40周年記念トリビュート・アルバム。日本の女性歌手がカーペンターズの名曲を日本語詞でカバー。
  - 「イエスタデイ・ワンス・モア」で参加。
9. はっぴいえんどに捧ぐ+（2010年12月15日）
  - 1993年のはっぴいえんど解散20周年記念トリビュート・アルバム『はっぴいえんどに捧ぐ』を、デビュー40周年記念でBlu-spec CD仕様で再発売。収録曲追加で太田裕美も参加した。ジャケットは林静一。
  - 「かくれんぼ」で参加。
10. 山口百恵トリビュート・セレクション（2012年10月3日）
  - 「曼珠沙華」で参加。
11. 風街であひませう（2015年6月24日）
  - 松本隆作詞活動45周年トリビュート・アルバム。
  - 「外は白い雪の夜」ポエトリー・リーディングで参加。
12. ザ・ピーナッツ トリビュート・ソングス（2016年9月7日）
  - 「指輪のあとに」で参加（谷山浩子とデュエット）
13. One Week（2017年11月8日）
  - 女性の何気ない一週間を7曲で描いたオムニバスアルバム。全曲作詞：さくらももこ／作曲：来生たかお。
  - 「土曜日の恋人」で参加。
14. 大瀧詠一作品集 Vol.3「夢で逢えたら」(1976-2018)（2018年3月21日）
  - 「夢で逢えたら」（1981年6月1日、新宿厚生年金会館でのライブ録音）で参加。
  - 大瀧詠一 Cover Book I - 大瀧詠一カバー集 Vol.1 (1978-2008) -（2010年3月21日）
  - 「風立ちぬ (CM Version) 」で参加。
  - 作詞：松本隆／作曲：大瀧詠一／編曲：三宅一徳

### 他アーティストの作品への参加
1. 大滝詠一『A LONG VACATION』（1981年3月21日）
  - 「FUN×4」の「散歩しない？」の声。
2. オムニバス・アルバム『別天地』（1986年6月21日）
  - 板倉文「ルナチコ」にボーカルとして参加。
3. 沢井一恵『目と目』（1987年）
  - 「八つのころに」「結婚の夜に」「四十のときに」「目と目」を歌う。
4. ゴンチチ『マダムQの遺産』（1987年7月22日）
  - 「もう少し ここで」を歌う。
5. クロノス・カルテット『冬は厳しく〜弦楽四重奏の諸相II』（1988年1月）
  - 「狂った果実」に朗読で参加。
6. ゴンチチ 『Black Ant's Life』（1995年9月1日）
  - 「口笛ふいて」をチチ松村とデュエット。
  - ゴンチチのシングル「はじめてのシャンプー」（1995年9月1日）のカップリング曲としても収録。
7. 真心ブラザーズ「この愛は始まってもいない」（2001年5月16日）
  - 表題曲コーラス。
8. 名鉄リーオ「ありがとうを伝えて」（2004年）
9. 宮川弾アンサンブル『pied-piper』（2006年10月25日）
  - 「bottles」を歌う。
10. キンモクセイ『さくら』（2007年3月21日）
  - 「木綿のハンカチーフ」にちょっと変わった趣向で参加。
11. こんのひとみ『保健室ものがたり』（2008年8月27日）
  - 「光の旅」「ママに会うため生まれてきたの」をこんのひとみとデュエット。
12. 稲垣潤一『男と女 -TWO HEARTS TWO VOICES-』（2008年11月19日）
  - 「木綿のハンカチーフ」を稲垣潤一とデュエット。
13. 南佳孝『Dear My Generation』（2018年9月26日）
  - 「トキメイテ」に参加。

### スクール・メイツ
1. 愛するハーモニー（アナログシングル盤）（1972年）
  - 作詞：長恭子／作曲：R.Davis, R.Greenaway, R.Cock, W.M.Backer／編曲：森岡賢一郎
  - B面「夜明けの海へ」
  - コカ・コーラCM曲。
2. ベスト・オブ・スクールメイツ〜若いってすばらしい（CDベストアルバム）（2002年8月24日）
  - 上記二作のジャケット写真に、太田裕美・伊藤蘭・藤村美樹・田中好子が写っている。

### ステージ101
1. ステージ101ベスト（2001年10月13日、Ultra-vibe、CDSOL-1043）
  - 「荷馬車にゆられて」（西玲子&太田ひろみ）[注 28]
2. GOLDEN☆BEST/ステージ101 ヤング青春の日々（2003年3月19日、Sony Music House、MHCL240-1）
  - 「この広い野原いっぱい」（塩見大治郎、太田裕美&ヤング101）
  - 「ふたりの急行列車」（太田裕美、木下とも子&ヤング101）
  - 「あなた」（太田裕美&ヤング101）

### ライブ・ビデオ
1. Hiromic World（1985年3月21日発売、レーザーディスク、VHS、ベータマックス）
  - 1984年12月24日の東京郵便貯金ホールでのライブを収録
2. 超・海賊版ライブビデオ 太田裕美弾き語りNIGHT Version 2.O（通販・ライブ会場のみで販売、VHS）
3. 海賊版ライブビデオ 太田裕美インチキ25周年前夜祭（通販・ライブ会場のみで販売、VHS）
  - 1998年10月29日、新宿ルミネホールACTでのライブを収録
  - 「インチキ」と称するのは、ニューヨーク滞在や育児のため活動休止していた時期もあることから。
4. 雨女の恩返し tutumikko 2014 LIVE（2014年8月20日発売、DVD）
  - 2014年3月21日の渋谷区文化総合センター公演、同年5月24日の京都市・呉竹文化センター公演を収録

## 他の歌手への提供曲
1. 中山圭以子「そよ風のベンジー」（1976年7月21日）
  - 作詞：太田裕美／作曲・編曲：宮崎尚志
  - シングル盤として発売
  - 映画「ベンジー」日本語版主題歌
2. 中山圭以子「アイ・ラブ・ティファニー」
  - 作詞：太田裕美／作曲・編曲：宮崎尚志
  - シングル「そよ風のベンジー」のB面
3. ザ・リリーズ「春風の中でつかまえて」（1978年3月20日）
  - 作詞：佐田桂子／作曲：太田裕美／編曲：萩田光雄
  - シングル盤として発売、アルバム『思春記』（1978年4月5日）に収録
4. ザ・リリーズ「ひとりごと」
  - 作詞・作曲：太田裕美／編曲：萩田光雄
5. ザ・リリーズ「夏の日の恋」
  - 作詞・作曲：太田裕美／編曲：萩田光雄
6. ザ・リリーズ「高所恐怖症」
  - 作詞：佐田桂子／作曲：太田裕美／編曲：萩田光雄
  - 上記3曲はアルバム『思春記』（1978年4月5日）に収録
7. アグネス・チャン「しゃれた気分で」
  - 作詞：麻丘めぐみ／作曲：太田裕美
  - アルバム『小さな質問』（1983年2月21日）に収録
8. アグネス・チャン「シャツとパンツ」
  - 作詞：よこすか未美／作曲：太田裕美
  - アルバム『Girl Friends』（1983年9月30日）に収録
9. 桑名将大「Groovy Night」
  - 作詞：リリィ／作曲：太田裕美／編曲：Masahiro Kuwana & His Friends／ストリング・アレンジ：小島良喜
10. 桑名将大「Destiny」
  - 作詞・作曲：太田裕美／編曲：Masahiro Kuwana & His Friends
  - 上記2曲はアルバム『WOMANIAC』(1983年3月24日)に収録
11. ヒップ・アップ「尼寺慕情」
  - 作詞：菅原武彦／作曲：大福敏太／編曲：森岡賢一郎
  - 作曲の「大福敏太」は太田裕美のペンネーム
  - シングル「可愛いひとよ」（1983年8月）のB面
  - ヒップ・アップのメンバー川上泰生がソロで「尼寺慕情」を歌ったシングル盤もある。
12. 高見知佳「満月の夜 君んちへ行ったよ」
  - 作詞:山本みき子／作曲:太田裕美／編曲：中村哲
  - シングル「怒濤の恋愛」（1985年6月21日）のB面
13. 小幡洋子「銀の砂」
  - 作詞・作曲：太田裕美／編曲：国吉良一
  - アルバム『PEARL ISLAND』（1985年12月21日）に収録
14. キリング・タイム「ルナチコ」
  - 作詞：太田裕美／作曲・編曲：板倉文
  - アルバム『別天地』（1986年6月21日）に収録
15. 小幡洋子「WANNA BE」
  - 作詞・作曲：太田裕美／編曲：佐藤宣彦
  - アルバム『B・I・S・H・O・N・U・R・E YOCO』（1986年6月25日）に収録
16. ポピンズ「リップ・スキャンダル」
  - 作詞：及川眠子／作曲：太田裕美／編曲：戸塚修
  - アルバム『ランデヴー』（1986年8月27日）に収録
17. 島田奈美 「眠れる空のVENUS」
  - 作詞・作曲：太田裕美／編曲：山本健司
  - アルバム『Prologue』（1987年7月21日）に収録
18. 遊佐未森「花ざんげ」
  - 作詞・作曲：太田裕美／編曲：成田忍
  - シングル「瞳水晶」（1988年4月1日）のB面、アルバム『瞳水晶』（1988年4月1日）に収録
19. 遊佐未森「夢のひと」
  - 作詞・作曲：太田裕美／編曲：外間隆史・遠山淳・遊佐未森
  - アルバム『空耳の丘』（1988年10月21日）に収録
20. 遊佐未森「空色の帽子」
  - 作詞：工藤順子／作曲：太田裕美／編曲：外間隆史・中原信雄
  - アルバム『ハルモニオデオン』（1989年9月21日）に収録
21. 松下里美「Telephone Boy」
  - 作詞：太田裕美／作曲：伊秩弘将／編曲：中村哲
22. 松下里美 「GOOD-BYE GIRL」
  - 作詞：太田裕美／作曲：伊秩弘将／編曲：西本明
  - 上記2曲はアルバム『月に願いを』（1990年8月29日）に収録
23. こんのひとみ「光の旅」
  - 作詞・作曲：太田裕美・こんのひとみ／編曲：岩田雅之
  - アルバム『保健室ものがたり』（2008年8月27日）に収録
24. 伊藤銀次「星降る夜に」
  - 作詞：太田裕美／作曲：伊藤銀次
  - アルバム『MAGIC TIME』（2017年10月25日）に収録
25. 庄野真代「希望のうた」
  - 作詞：太田裕美／作曲：庄野真代／編曲：坂本洋
  - アルバム『66』（2020年7月22日）に収録

## 出演歴

### テレビ

#### NHK紅白歌合戦出場歴
| 年度/放送回                | 回 | 曲目                | 出演順 | 対戦相手                   |
| -------------------------- | -- | ------------------- | ------ | -------------------------- |
| 1976年（昭和51年）/ 第27回 | 初 | 木綿のハンカチーフ  | 05/24  | 新沼謙治(1)                |
| 1977年（昭和52年）/ 第28回 | 2  | 九月の雨            | 03/24  | 新沼謙治(2)                |
| 1978年（昭和53年）/ 第29回 | 3  | ドール              | 15/24  | 内山田洋とクール・ファイブ |
| 1979年（昭和54年）/ 第30回 | 4  | シングル・ガール    | 03/23  | 新沼謙治(3)                |
| 1980年（昭和55年）/ 第31回 | 5  | 南風 - SOUTH WIND - | 11/23  | 新沼謙治(4)                |

- 出場回数には含まれないが、歌手デビューの前年の1972年の第23回に、ヤング101[42]の一員として出演して、ステージ101の準レギュラーでヤング101の「お兄さん」だった上條恒彦が歌った「出発の歌」のバック・コーラスを務めた。

#### ドラマ
- 1976年4月-6月 NET 金のなる樹は誰のもの（挿入歌「水車」を歌う）
- 1976年7月-9月 NET バケタン家族（森村裕美子役、挿入歌「白いあなた」を歌う）
- 1978年3月 TBS 刑事犬カール（獣医役、登場時のBGM「失恋魔術師」）
- 1978年7月 TBS やあ！カモメ（第2話、歌手役、コズミックララバイと共に主題歌をドラマ内でライブ演奏）
- 1979年1月 TBS 明日の刑事（第58回ゲスト出演、小沢裕美役）
- 1979年11月 よみうりテレビ 怒れ兄弟!（第8回ゲスト出演）
- 2002年4月-9月 NHK総合 連続テレビ小説 さくら（ヒロイン・さくらの母親、松下響子役）

#### その他の番組・ゲスト出演
- 1973年1月-1974年3月 NHK総合 ステージ101（「ヤング101」メンバー）
- 1975年1月-1976年8月 TBS ぎんざNOW（水曜日レギュラー）
- 1978年12月24日 朝日放送 町一番のけちんぼう（ミュージカルアニメ、日本語吹き替え版の声の出演、ベル役）
- 1979年7月-1981年3月 TBS キンキン・ひろみのシャボン玉こんにちは（愛川欽也とともに司会）
- 2008年6月22日 NHK総合 課外授業 ようこそ先輩「みんな生きていればいい」ナレーター（第35回「日本賞」グランプリ受賞作）
- 2012年5月13日 BSフジ Beautiful Song 太田裕美
- 2014年3月30日 BSジャパン 太田裕美40周年ライブ 音楽と歩いた青春
- 2014年11月26日 歌謡ポップスチャンネル 「クリス松村の注文の多いレコード店」の第2回にゲスト出演

### アニメ
- 町一番のけちんぼう（1978年、テレビ朝日）ベル

### ラジオ
- 1975年4月-1979年3月 ヤングタウン東京（TBSラジオ）
- 1975年12月-1976年4月 ヒロミとミカミのラジオジャック 7・P・M（ニッポン放送）
- 1976年4月-10月 太田裕美のくるくるジョッキー（ニッポン放送）
- 1976年4月-10月 裕美と明のヒットヒットで大熱戦（ニッポン放送）※プロ野球中継休止時のみ放送
- 1976年10月-1977年3月 人気爆発！土曜の夜はフォーク電リク（ニッポン放送）
- 1976年7月-1977年3月 善行け土曜日（文化放送）
- 1977年4月-9月 太田裕美のゴロゴロサタデー（ニッポン放送）
- 1977年10月-1979年6月 ミュージックフレンドショップ（ニッポン放送）
- 1977年10月-1978年3月 オコちゃんとデート（日本短波放送）
- 1978年4月-1980年3月 ミュージック・アラカルト（ラジオたんぱ）
- 1978年4月-1981年3月 太田裕美の公園通り一丁目（渡辺音楽出版）ローカル各局
- 1980年10月-1981年3月 アンと裕美の翔んでるジョッキー（文化放送）
- 1981年4月-1981年12月 裕美、ダンシングの翔んでるジョッキー（文化放送）
- 1981年4月-12月 ヒデキと裕美のサンデーワイワイ広場（文化放送）
- CHARIVARI PARTY（ラジオ関西）[1]
- FMナイトストリート（JFN）[1]
- MITSUMINE HOWDY MUSIC（FM北海道）
- 1996年10月-1997年3月 太田裕美の電リク 歌のデリバリー（RFラジオ日本）
- 2003年10月-2005年3月 野村邦丸のごきげん!二重丸◎ 木曜日パートナー（文化放送）
- 2005年4月-2008年3月 ミュージックプラザ（NHK-FM放送・金曜日第2部）
- 2007年4月-9月 太田裕美のおいしい噂（文化放送）

### CM

#### CM出演
- ブラザー工業 電子オルガン「エミリオンS」
- サントリー「フルーツソーダ」（1976年）
- 森永製菓「ハイキャミンキャンデー」（1978年）
- ベネッセコーポレーション「進研ゼミ 小学講座」
- トヨタ自動車「ターセル」（1998年1月-3月、5代目後期=最終型）
- 東京ガス「省エネ」（2011年6月）

#### CMナレーション、挿入歌
- 味の素「赤いシャポーの味の素」（1976年〜）
- キリンビール「キリンオレンジエード」（現在はグループ会社のキリンビバレッジから「きりり」という商品名で発売）。本人出演はなし。挿入歌「南風」（1980年）
- 三菱自動車「シャリオ」。（ミッキーマウスの「声」役で声のみの出演）
- JR東海・高山本線キャンペーンソング「メタモルフォーゼください」（1990年）
- 日清紡「SSP」（CMオリジナルソング）（1996年）
- P&G「アリエール」（1997年）
- 白元（現・白元アース） ミセスロイド'97「風立ちぬ」（1997年）
- サントリー「樹氷」CMソング「もしも明日が…。」
- ハウス食品「グラタン」CMソング
- サントリー「天然水」CMソング
- サントリー「SORA」挿入歌「木綿のハンカチーフ」
- ダイエーCMソング（1994年〜2012年）
- 宝くじ（ナレーション・2009年）
- サントリー発泡酒「白い金麦」CMソング（2012年）

### 映画
- 1984年 『メイン・テーマ』（薬師丸ひろ子演じる主人公の姉、千歳しずく役）

### 映画挿入歌など
- 2002年『DRIVE』（SUBU監督作品。主演・堤真一）に挿入歌として『袋小路』が使われる。一般社団法人日本映画製作者連盟のホームページでは『袋小路』主題歌／挿入歌とされている。

## コンサート活動
全国縦断夕焼けミニミニコンサートツアー
- 1975年

まごころこんさあと
- まごころこんさあとI 1975年6月14日、青山タワーホール（青山タワービル低層部）[注 29]
- まごころこんさあとII 1975年10月25日、九段会館大ホール
- まごころこんさあとIII 1976年4月18・19日、紀伊國屋ホール
- まごころこんさあとIV 〜青春の1ページに〜 1976年12月24日、中野サンプラザ
- まごころこんさあとV 〜今青春のとき〜 1977年3月23〜28日、俳優座劇場
- まごころこんさあとVI 1977年12月
  - 1日 大阪厚生年金ホール、15日 中野サンプラザ、23日 名古屋市民会館
- まごころこんさあとVII 1978年12月
  - 15日 中野サンプラザ、21日 名古屋市民会館、23日 大阪厚生年金会館
- まごころこんさあとVIII 1979年12月
  - 16日 名古屋市民会館、 21日 東京郵便貯金ホール
- まごころこんさあとIX 1980年12月
  - 15日 東京郵便貯金ホール、20日 名古屋厚生年金会館、21日 京都会館第2ホール、22日 大阪毎日ホール
- まごころこんさあとX 1981年12月
  - 15日 大阪毎日ホール、17日 東京郵便貯金ホール、21日 京都会館, 23日 愛知勤労会館

ひな祭りコンサート
毎年3月3日開催
- 1976年、青山タワーホール
- 1977年〜1981年、中野サンプラザ
- 1983年、渋谷公会堂

梅田コマ8月公演
- 梅田コマ劇場

想い出を置く、君を置く
1980年6月4日〜10日、銀座博品館劇場
「裕美ライフ・ディスコグラフィティー149曲」と題し、7日間の公演で当時の持ち歌をすべて歌った。
- PART1 モノ・ミュージカル
- PART2 光の展覧会
- PART3 裕美の詩集
- PART4 シングル・パレード
- PART5 裕美とあなたと青春談義
- PART6 マスター・サウンド
- PART7 想い出を置く、君を置く

Birthday Dream
- 1983年1月20日、東京郵便貯金会館

娘心はハッピーコンサート
- 1983年4月〜（全国22か所）

HIROMIC WORLD I
- 名古屋勤労会館 1983年12月5日
- 東京郵便貯金会館 1983年12月18日
- 大阪厚生年金会館 1983年12月23日
- 京都会館第2ホール 1983年12月25日

HIROMIC WORLD II
- 名古屋勤労会館 1984年11月28日
- 都久志会館 1984年12月3日
- 大阪毎日ホール 1984年12月4日
- 金沢市文化ホール 1984年12月6日
- 京都府立勤労会館[注 30] 1984年12月7日
- 岡山市立市民文化ホール 1984年12月10日
- 高知新聞放送会館 高新RKCホール[注 31] 1984年12月12日
- 山形県民会館 1984年12月20日
- 仙台市民会館 1984年12月21日
- 東京郵便貯金会館 1984年12月24日

First Quarter
My Sweet Songs
雨女の逆襲
始まりは“まごころ”だった

## 著書・関連著書
- 『まごころ』ペップ出版、1976年。
- 『まごころパート2 背中あわせのランデブー』ペップ出版、1978年。
- 「八番街西五十一丁目より」-『第四回ニッポン放送青春文芸賞受賞作品集』収録。サンケイ出版、1983年。
- 浅井慎平 [ほか]写真『ニューヨークなんて怖くない』シンコーミュージック、1983年12月20日。ISBN 4-401620585。
- 『太田裕美白書』PARCO出版、2000年9月1日。ISBN 4-891946059

## エピソード
- 漫画家の秋本治は太田のファンであり、連載初期の『こちら葛飾区亀有公園前派出所』では頻繁に太田に関するネタを登場させていた。とりわけ第4巻「亀有大合唱!?の巻」は太田のコンサート会場を物語の舞台としている。第3巻の巻末文[注 32]は太田が担当した。近年にも太田と秋本が対談を行っている[要出典]。
- 『キン肉マン』の主人公・キン肉スグルが、太田裕美のファンという設定である。